# Енозы

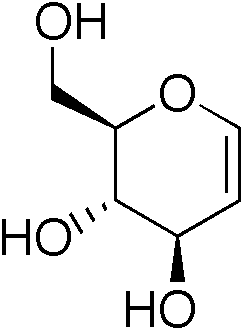
Гекс-1-енопираноза (тривиальное название - глюкаль). Гликаль - производное глюкозы

Енозы — производные моносахаридов, содержащие двойную связь углерод-углерод в основной цепи. Подклассом еноз являются гликали, содержащие в моносахаридном цикле енольную двойную связь и формально являющиеся продуктами элиминирования полуацетальной гидроксильной группы и соседнего атома водорода из циклических форм моносахаридов.